# Moderat
Moderat is een Berlijns muziekcollectief, bestaande uit Sascha Ring (ook bekend als Apparat) en Modeselektor-leden Gernot Bronsert en Sebastian Szary. Het collectief bracht vier albums uit, waarvan het recentste album MORE D4TA uitkwam in mei 2022.

## Geschiedenis
In 2003 bracht Moderat een ep uit, Auf Kosten der Gesundheit. Hun eerste album, getiteld Moderat, kwam pas jaren later, in 2009, omdat de bandleden tussentijds druk waren met andere projecten. Dit album werd goed ontvangen, en de tournee die volgde leverde de band het predicaat "beste live-act van het jaar 2009" op (verkozen door de lezers van het online magazine Resident Advisor). In het jaar erna werd de band tijdens dezelfde verkiezing zevende, dankzij optredens op diverse festivals.
Het tweede volledige album (getiteld II) kwam uit in 2013. Ook dit album werd gevolgd door een tournee en door optredens op diverse festivals, waaronder ook Lowlands. De single "Bad Kingdom" werd uitgebracht met een geanimeerde videoclip over een Britse jongeman die in het jaar 1966 door een duister Londen wandelt.
In maart 2016 verscheen het album III, voorafgegaan door de release van een single, Reminder.
Na hun festivaltournee van 2017 maakte het collectief bekend een niet nader gedefinieerde rustpauze in te lassen om meer aandacht te kunnen besteden aan de oorspronkelijke projecten, Apparat en Modeselektor.
Op 13 Mei 2022 verscheen het album More d4ta gevolgd door een tournee waarbij de groep onder andere op 28 oktober AFAS live aandeed. De albumrelease werd voorafgegaan door de release van een drietal singles: More love, Easy prey en Fastland

## Discografie
Onderstaande lijst geeft een overzicht van de belangrijkste releases en bevat geen singles.

### Studio albums
- Moderat (2009)
- II (2013)
- III (2016)
- More D4ta (2022)

### Extended plays
- Auf Kosten der Gesundheit (2003)

### Live albums
- Live (2016)

### Remix albums
- III (Remixes) (2016)
- Even more d4ta (2023)

### Overige albums
- II (tour edition) (2014)
- III (Instrumentals) (2016)
- II (10th Anniversary Sped-up Edition) (2023)